# Kylmäjärvi (sjö i Norra Österbotten)
Kylmäjärvi är en sjö i Finland. Den ligger i kommunen Kuusamo i landskapet Norra Österbotten, i den nordöstra delen av landet, 700 km norr om huvudstaden Helsingfors. Kylmäjärvi ligger 253 meter över havet. Den är 11,46 meter djup. Arean är 1,27 kvadratkilometer och strandlinjen är 9,36 kilometer lång. Sjön  ingår i Kems huvudavrinningsområde. 